# Daniel Lavielle
Laurent Daniel Jean Lavielle (La Teste-de-Buch, 25 giugno 1880 – ...) è stato un ginnasta francese.
Partecipò ai Giochi olimpici del 1900 di Parigi e ai Giochi olimpici intermedi di Atene. All'Olimpiade parigina si classificò ventunesimo nella gara di esercizi combinati mentre ai Giochi intermedi ottenne il decimo posto nella gara All-around e il settimo posto nella gara All-around, 5 eventi.